# Pointe Mieulet
La Pointe Mieulet (4.287 m s.l.m.) è una montagna del Massiccio del Monte Bianco.
È inserita nella lista secondaria delle Vette alpine superiori a 4000 metri.

## Caratteristiche
La vetta si eleva lungo la cresta che si diparte verso nord dalla vetta del Monte Maudit, appena sopra all'omonimo colle ghiacciato su cui passa la via dei Trois Mont Blanc.

## Rifugi
- Rifugio des Cosmiques - 3613 m